# Cranford (TV-serie)
Cranford är en brittisk historisk dramakomedi som sändes i två säsonger på BBC mellan 2007 och 2009.
Serien, som  baseras på en romanserie av Elizabeth Gaskell, hade svensk premiär på SVT i december 2008.

## Handling
Cranford utspelar sig i en liten stad i norra England i mitten av 1800-talet.

## Rollista i urval
- Francesca Annis - Lady Ludlow
- Eileen Atkins - Deborah Jenkyns
- Claudie Blakley - Martha
- Andrew Buchan - Jem Hearne
- Jim Carter - kapten Brown
- Judi Dench - Matilda Jenkyns
- Emma Fielding - Laurentia Galindo
- Barbara Flynn - mrs Jamieson
- Michael Gambon - Thomas Holbrook
- Philip Glenister - Edmund Carter
- Celia Imrie - Lady Glenmire
- Alex Jennings - pastor Hutton
- Dean Lennox Kelly - Job Gregson
- Rory Kinnear - Septimus Hanbury
- Lesley Manville - mrs Rose
- Joe McFadden - dr Jack Marshland
- Julia McKenzie - mrs Forrester
- Kimberley Nixon - Sophy Hutton
- Alistair Petrie - major Gordon
- Jonathan Pryce - mr Buxton
- Julia Sawalha - Jessie Brown
- Adrian Scarborough - mr Johnson
- Imelda Staunton - Octavia Pole
- Greg Wise - Sir Charles Maulver
- Simon Woods - dr Frank Harrison